# Spółgłoska zębowa
Spółgłoski zębowe (przedniojęzykowo-zębowe) – rodzaj spółgłosek wyróżniony ze względu na miejsce artykulacji, które znajduje się przy górnych zębach – siekaczach, u ich szczytu, tuż za ich tylną ścianą lub u ich nasady na granicy z dziąsłami.
W międzynarodowej transkrypcji fonetycznej artykulację zębową (apikalno-dentalną) oznacza się symbolem [◌̪] (numer Unikod U+032A) np. [t̪], [d̪]. W praktyce zarówno w transkrypcji fonologicznej jako i fonetycznej, o ile cecha ta nie kontrastuje z artykulacją (za)dziąsłową, znak ten jest pomijany. Praktyka taka jest powszechnie stosowana w przypadku języka polskiego i języków romańskich.

## Artykulacja
Ruchomymi narządami artykulacji, które wchodzą w rachubę przy tworzeniu spółgłosek zębowych są:
- dolna warga, mówimy wtedy o spółgłoskach wargowo-zębowych,
- przód języka, mówimy wtedy o spółgłoskach przedniojęzykowo-zębowych.

Dokładne ułożenie czubka języka i części bezpośrednio za nim położonej ma duże znaczenie przy artykułowaniu głosek przedniojęzykowych. W konteksie spółgłosek zębowych mówi się często o artykulacji apikalnej i laminalnej.
W przypadku spółgłosek [θ] [ð] szczelina tworzy się za siekaczami przy samym szczycie siekaczy z czubkiem języka uniesionym ku górze lub lekko wysunięty między zęby. Ostatnią z wymienionych artykulacji określa się mianem międzyzębowej.
Przy artykulacji spółgłosek [t̪], [d̪], [n̪] ze zwarciem utworzonym przy tylnej ścianie zębów czubek języka może być wzniesiony do góry lub częściej lekko skierowanym w dół. Podobnie ma się rzecz ze szczeliną w przypadku [s̪], [z̪], choć może być to mniej widoczne. Wymienione spółgłoski mogą być też wymawiane z czubkiem wzniesionym do nasady zębów, mówi się wtedy o artykulacji zazębowej (postdentalnej, denti-alweolarnej). Oprócz wymienionej typów artykulacji powyższe spółgłoski mają też warianty dziąsłowe i zadziąsłowe.
Stosunkowo rzadko spotyka się zębową (apiko-dentalną) artykulację spółgłosek bocznych i drżących: [l̪], [r̪] i [ɾ̪]. Na przykład rosyjskie л twarde (ł) oznacza [ɫ̪]. Jest to też polskie tak zwane ł sceniczne.
Porównania międzyjęzykowe wykazują duże zróżnicowanie w obrębie głosek zębowych. Jednak użytkownicy danego języka wykorzystują tylko zwykle niektóre typy artykulacji.

## Przykłady wjęzyku polskim
W języku polskim funkcjonuje 7 głosek zębowych (laminalno-dentalnych):
- [t̪] jak t w słowie tama
- [d̪] jak d w słowie dama
- [ʦ̪] jak c w słowie wiece
- [ʣ̪] jak dz w słowie miedze
- [s̪] jak s w słowie sama
- [z̪] jak z w słowie zebra
- [n̪] jak n w słowie noc
- [ɫ̪] jak ł w słowie miłość (w wymowie scenicznej i kresowej)

Istnieją warianty „zmiękczone” (palatalne), np. [tʲ] w kotik, [dʲ] w dinozaur, [sʲ] w sinus, [zʲ] w rozindyczyć i [ʦʲ] w cirrus.
W języku polskim spółgłoski miękkie przedniojęzykowe przeszły (we wczesnym średniowieczu) w spółgłoski średniojęzykowe.

## W innych językach
- w języku angielskim istnieją między innymi zębowe spółgłoski szczelinowe [θ] i [ð][5]
- W języku arabskim istnieją faryngalizowane spółgłoski zębowe [tˁ] [dˁ] i [ðˁ][6]

## Terminologia
Spółgłoski zębowe to inaczej spółgłoski dentalne (łac. dens, dentis – 'ząb').
Różne typy artykulacji zębowej opisuje się jako predentalne, interdentalne, apiko-dentalne, lamino-dentalne, denti-alweolarne, postdentalne. Spółgłoski szczelinowe i zwarto-szczelinowe zębowe (ale nie międzyzębowe) określa się jako syczące.